# Krînîcine, Huleaipole
Krînîcine (în ucraineană Криничне) este un sat în comuna Verhnea Tersa din raionul Huleaipole, regiunea Zaporijjea, Ucraina.

## Demografie
Componența lingvistică a localității Krînîcine
     Ucraineană (90%)
     Rusă (10%)
Conform recensământului din 2001, majoritatea populației localității Krînîcine era vorbitoare de ucraineană (90%), existând în minoritate și vorbitori de rusă (10%).